# Benzoxazol
Benzoxazolul este un compus heterociclic cu formula chimică C
7H
5NO, format dintr-un nucleu benzenic condensat cu unul oxazolic. Pezintă un miros similar cu piridina.
Prezintă caracter aromatic, ceea ce îi conferă o anumită stabilitate, însă nucleul heterociclic prezintă o reactivitate crescută. Prezintă un caracter bazic slab.